# Romanizacija grčkog jezika
Romanizacija grčkog jezika jest proces transliteracije s grčkoga alfabeta na latinicu konvencionalnim pravilima. Transliteracije novogrčkoga i starogrčkoga ne razlikuju se previše, ali zbog nestanka politonskoga sustava pisanja i promjena u izgovoru glasova, neke se promjene ipak transliteriraju.
Transliteracija mora, što je više moguće, nastojati prenijeti sve informacije koje originalni sustav daje, a pritom ne dodati nove.

## Posuđivanje u latinski
Rimljani su posudili mnoge riječi iz starogrčkoga i pritom ih morali transkribirati. Većinu su slova jednostavno zamijenili slovima s istom glasovnom vrijednošću: α = a, β = b, κ = c, ξ = x... S obzirom na to da nisu imali znakova kojima bi mogli označiti ζ i υ, preuzeli su ih iz grčkoga te dobili z i y. Ipak, kada se υ pojavljuje u dvoglasu (vidjeti fonologiju grčkoga) smatrali su upotrebu slova u primjerenijom. Agma (gama koja označava glas [ŋ] pred velarima) zamijenjena je slovom n. Razliku između ε i η te ο i ω nisu radili. Glas /e:/, koji se u grčkome označavao dvoslovom ει, postao je kasnije glasom /i/, a preuzet je, ovisno o izvornome izgovoru, dvojako: ili se označavao slovom e ili slovom i.
Dvoglase αι i οι Rimljani su preuzeli ili kao ae i oe (koji postoje i u latinskome) ili kao ai i oi. U starijim stadijima grčkoga iota subscriptum još se izgovarala, ali kasnije nije. ᾳ, ῃ i ῳ preuzeti su kao ae, ai ili a, to jest e te oe ili o.
Spiritus asper transliteriran je slovom h.

## Antički grčki
Rimski oblik transkripcije prešao je u mnoge europske jezike koji su preuzeli latinicu, a u njima je doživio daljnje promjene prilagođavajući se fonološkim sustavima tih jezika. Razvojem znanosti pojavili su se sustavi transliteracije koji su bili nedosljedni. ALA-LC upotrebljava svoju transliteraciju za sve tekstove prije 1454. godine, drže da svi ti tekstovi pripadaju starogrčkome i srednjovjekovnome grčkom. Beta Code nastoji transliterirati grčki bez upotrebe dodatnih znakova koji se ne pojavljuju u klasičnoj latinici.
| Grčki | Položaj           | ALA-LC (2010.) | Beta Code  |
| ----- | ----------------- | -------------- | ---------- |
| α     |                   | a              | A          |
| αι    |                   | ai             | AI         |
| β     |                   | b              | B          |
| γ     |                   | g              | G          |
| γ     | pred γ, κ, ξ i χ  | n              | G          |
| δ     |                   | d              | D          |
| ε     |                   | e              | E          |
| ει    |                   | ei             | EI         |
| ζ     |                   | z              | Z          |
| η     |                   | ē              | H          |
| θ     |                   | th             | Q          |
| ι     |                   | i              | I          |
| κ     |                   | k              | K          |
| λ     |                   | l              | L          |
| μ     |                   | m              | M          |
| ν     |                   | n              | N          |
| ξ     |                   | x              | C          |
| ο     |                   | o              | O          |
| οι    |                   | oi             | OI         |
| ου    |                   | ou             | OU         |
| π     |                   | p              | P          |
| ρ     | na početku riječi | rh             | R          |
| ρ     | r                 |                | R          |
| σ     | u riječi          | s              | S / S1     |
| ς     | na kraju riječi   | s              | S / S2 / J |
| τ     |                   | t              | T          |
| υ     |                   | y              | U          |
| υ     | u dvoglasima      | u              | U          |
| υι    |                   | ui             | UI         |
| φ     |                   | ph             | F          |
| χ     |                   | ch             | X          |
| ψ     |                   | ps             | Y          |
| ω     |                   | ō              | W          |

### Dijakritički znakovi
| Grčki | ALA-LC (2010.) | ISO 843 (1997.) | Beta Code |
| ----- | -------------- | --------------- | --------- |
| ◌́     | —              | ◌́               | /         |
| ◌̀     | —              | ◌̀               | \         |
| ◌̔     | h              | h               | (         |
| ◌̓     | —              | ◌̓               | )         |
| ◌̃     | —              | ◌̂               | =         |
| ◌̈     | —              | ◌̈               | +         |
| ◌ͅ     | —              | ◌̧               | \|        |

### Zastarjela slova
Neka se slova više nisu rabila ni u antičko vrijeme, ovdje su neka važnija:
| Greek   | ISO 843 (1997.) | ALA-LC (2010.) | Beta Code | Ime    |
| ------- | --------------- | -------------- | --------- | ------ |
| Ϝ ϝ     | w               | w              | V         | digama |
| Ϙ ϙ Ϟ ϟ | —               | ḳ              | #3        | kopa   |
| Ϡ ϡ     | —               | —              | #5        | sampi  |
| Ϻ ϻ     | —               | —              | #711      | san    |

## Moderni grčki
Međunarodna organizacija za standardizaciju (ISO) donio je jednostavna pravila transliteracije. ISO 843 donesen je 1997. godine, a utemeljen je na sustavu ELOT 743. Sustav ELOT 743 rabi se na grčkim i ciparskim putovnicama. U tablici se nalaze i transliteracije UN-a i ALA-LC te BGN/PCGN, sustav američkoga Board on Geographic Names (BGN) i Permanent Committee on Geographical Names (PCGN) Ujedinjenoga Kraljevstva.
| Grčki | ELOT 743, 2. izdanje (2001.) | UN (1987.) | ISO (1997.) | ALA-LC (2010.) | BGN/PCGN (1962.) |
| ----- | ---------------------------- | ---------- | ----------- | -------------- | ---------------- |
| α     | a                            | a          | a           | a              | a                |
| αι    | ai                           | ai         | ai          | ai             | e                |
| αυ    | au                           | av̱         | au          | au             | av               |
| αυ    | au                           | af         | au          | au             | av               |
| β     | v                            | v          | v           | v              | v                |
| γ     | g                            | g          | g           | g              | g/y              |
| γγ    | gg                           | ṉg         | gg          | ng             | ng               |
| γκ    | gk                           | gk         | gk          | gk             | g                |
| γκ    | gk                           | gk         | gk          | ng             | ng               |
| γξ    | gx                           | ṉx         | gx          | nx             | nx               |
| γχ    | gch                          | ṉch        | gch         | nch            | nkh              |
| δ     | d                            | d          | d           | d              | d                |
| ε     | e                            | e          | e           | e              | e                |
| ει    | ei                           | ei         | ei          | ei             | i                |
| ευ    | eu                           | ev̱         | eu          | eu             | ev               |
| ευ    | eu                           | ef         | eu          | eu             | ev               |
| ζ     | z                            | z          | z           | z              | z                |
| η     | ī / i¯                       | i̱          | ī           | ē              | i                |
| ηυ    | īy / i¯y                     | i̱v̱         | īy          | ēu             | iv               |
| ηυ    | īy / i¯y                     | i̱f̱         | īy          | ēu             | iv               |
| θ     | th                           | th         | th          | th             | th               |
| ι     | i                            | i          | i           | i              | i                |
| κ     | k                            | k          | k           | k              | k                |
| λ     | l                            | l          | l           | l              | l                |
| μ     | m                            | m          | m           | m              | m                |
| μπ    | mp                           | b          | mp          | b              | b                |
| μπ    | mp                           | mp         | mp          | mp             | mb               |
| ν     | n                            | n          | n           | n              | n                |
| ντ    | nt                           | nt         | nt          | ḏ / d_         | d                |
| ντ    | nt                           | nt         | nt          | nt             | nt               |
| ξ     | x                            | x          | x           | x              | x                |
| ο     | o                            | o          | o           | o              | o                |
| οι    | oi                           | oi         | oi          | oi             | i                |
| ου    | ou                           | ou         | ou          | ou             | ou               |
| π     | p                            | p          | p           | p              | p                |
| ρ     | r                            | r          | r           | r              | r                |
| σ / ς | s                            | s          | s           | s              | s                |
| τ     | t                            | t          | t           | t              | t                |
| υ     | y                            | y          | y           | y              | i                |
| υι    | yi                           | yi         | yi          | ui             | i                |
| φ     | f                            | f          | ph          | f              | f                |
| χ     | ch                           | ch         | ch          | ch             | kh               |
| ψ     | ps                           | ps         | ps          | ps             | ps               |
| ω     | ō / o¯                       | o̱          | ō           | ō              | o                |

### Dijakritički znakovi
| Grčki | ELOT (2001.) | UN (1987.) | ISO (1997.) | BGN/ PCGN (1996.) | ALA-LC (2010.) |
| ----- | ------------ | ---------- | ----------- | ----------------- | -------------- |
| ◌́     | ◌́            | ◌́          | ◌́           | ◌́                 | —              |
| ◌̈     | ◌̈            | ◌̈          | ◌̈           | ◌̈                 | —              |

## Hrvatski jezik
U hrvatskome se rabe uobičajene transliteracije, ali transkripcije su ipak originalne i stavljaju naglasak na izgovor u grčkome. Ipak, pojavljuju se problemi u upotrebi nekih slova u transliteraciji. Problem je uzrokovan nedostatkom službenih priručnika koji su se uglavnom bavili transkripcijom.

### Antički grčki
Kada se u hrvatskim prevoditeljskim i stručnim tekstovima rabi transliteracija grčkih imena, često se pojavljuju problemi oko toga treba li upotrijebiti slovo iz klasične latinice ili slovo u upotrebi u hrvatskome. Iako se upotrebljavaju međunarodna pravila, nedoumice postoje.
Sljedeća se slova jednostavno transliteriraju:
| Grčki | Hrvatski |
| ----- | -------- |
| α     | a        |
| β     | b        |
| γ     | g        |
| δ     | d        |
| ι     | i        |
| λ     | l        |
| μ     | m        |
| ν     | n        |
| π     | p        |
| ρ     | r        |
| σ/ς   | s        |
| τ     | t        |

Slovo κ obično se zamjenjuje slovom k, ali ponekad se pod utjecajem latinskoga pojavljuje c.
Aspiranti θ, φ i χ transliteriraju se kao th, ph i ch. Umjesto ph, pojavljuje se i f, a ch se zna zamijeniti oznakama kh i h, ali ovakve su prakse neslužbene, a, u slučaju h, i neprecizne.
Slovo ξ prenosi se dvojako: ks i x, a obliku ks daje se prednost. Slovo ψ ipak ima samo jednu transliteriranu inačicu: ps. Zeta se prenosi slovom z, a ipsilon slovom y. Ro se na početku riječi aspirira pa se tako i zapisuje: kao rh. Velarni nazal transliterira se slovom n.
Razlika između ε i η te ο i ω postiže se crticama nad samoglasnicima:
| Grčki | Hrvatski |
| ----- | -------- |
| ε     | e        |
| η     | ē        |
| ο     | o        |
| ω     | ō        |

Zbog dostupnosti slova na tipkovnici ponekad se zamijeni znakom ◌̂, ali tako se može pomiješati s oznakom za cirkumfleks.
Dvoglasi se prenose sa slovom i, a iota subscriptum pretvara se u obično j. Ipsilon se u dvoglasima transliterira slovom u, a dvoslov ου obično je jednostavno u, ali može i ou.
Spiritus lenis ne preuzima se, a spiritus asper bilježi se slovom h.
Naglasci i dijereza bilježe se oznakama ◌́ (akut), ◌̀ (gravis), ◌̂ (cirkumfleks) i ◌̈ (dijereza) iznad oznake za duljinu samoglasnika. U slučaju cirkumfleksa, oznaka za duljinu ne stavlja se.
Razlike od ISO standarda jesu: agma se prenosi slovom n umjesto slovom g, aspirirano ro transliterira se dvoslovom rh umjesto običnim r, fi je ph, a ne f, a hi je ch, a ne h. Osim toga, ipsilon nije uvijek u. Ipak, hrvatski način odgovara ALA-LC sustavu.

## Primjeri na antičkom grčkom
| Grčki  | Transliteracija | Prijevod    |
| ------ | --------------- | ----------- |
| σαφής  | saphḗs          | jasan       |
| ποιέω  | poiéō           | raditi      |
| ποίημᾰ | poíēma          | rad         |
| ἀγαθός | agathós         | dobar       |
| ἑωυτοῦ | heōytoû         | sebe        |
| ᾠδή    | ōidḗ            | pjesma, oda |
| Ξέρξης | Xérxēs          | Kserkso     |
| Σφῐ́γξ  | Sphínks         | sfinga      |
| αϋπνία | aÿpnía          | insomnija   |